# الکساندر ریکون
الکساندر ریکون (اوکراینی: Олександр Валерійович Рикун؛ زادهٔ ۶ مهٔ ۱۹۷۸) بازیکن فوتبال اهل اوکراین است.
از باشگاه‌هایی که در آن بازی کرده‌است می‌توان به باشگاه فوتبال دنیپرو، باشگاه فوتبال ماریوپول، باشگاه فوتبال متالیست خارکوف، و باشگاه فوتبال فورسکلا پولتاوا اشاره کرد.
وی همچنین در تیم ملی فوتبال اوکراین بازی کرده‌است.